# (5972) Harryatkinson
(5972) Harryatkinson est un astéroïde de la ceinture principale.

## Description
(5972) Harryatkinson est un astéroïde de la ceinture principale. Il fut découvert le 5 août 1991 à l'observatoire Palomar par Henry E. Holt. Il présente une orbite caractérisée par un demi-grand axe de 2,68 UA, une excentricité de 0,08 et une inclinaison de 13,9° par rapport à l'écliptique.

## Compléments